# Cirrhitichthys randalli
Cirrhitichthys randalli är en fiskart som beskrevs av Kotthaus, 1976. Cirrhitichthys randalli ingår i släktet Cirrhitichthys och familjen Cirrhitidae. Inga underarter finns listade i Catalogue of Life.